# Ferdinand von Voß-Buch

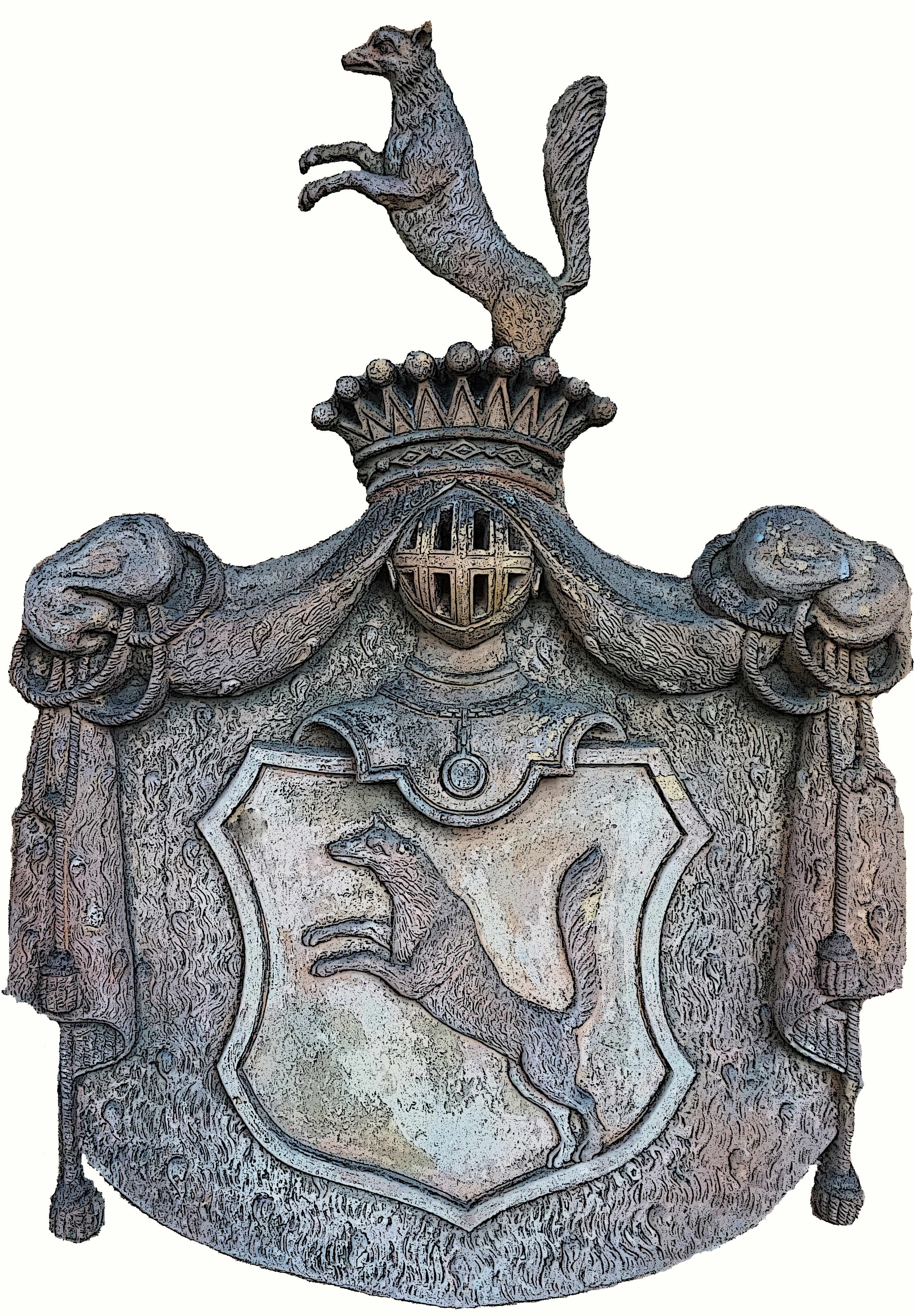
Das Wappen der Grafen von Voß Buch an der Schlosskirche in Berlin Buch

Ferdinand August Hans Friedrich von Voß-Buch, ab 1864 Graf von Voß-Buch, (* 17. Oktober 1788 in Vielbaum; † 1. Juli 1871 in Berlin) war ein preußischer General der Infanterie.

## Leben

### Herkunft
Ferdinand entstammt dem mecklenburgischen Adelsgeschlecht von Voß. Er war ein Sohn von Albrecht Leopold von Voß-Buch (* 22. Februar 1763; † 31. Mai 1793) und dessen Ehefrau Auguste Albertine Ehrengard, geborene Gräfin von der Schulenburg (* 8. April 1764; † 10. Oktober 1810). Die Eltern ließen sich 1790 scheiden und sein Vater heiratete danach eine Frau von Wolky. Sein Vater war Rittmeister und Inspektionsadjutant des Generals von Kalkreuth. Er fiel bei der Belagerung von Mainz. Der Landrat Wilhelm von Voß war sein Bruder. Sein Stiefbruder Ludwig (1793–1849) verstarb als preußischer Oberst und Kommandeur des 5. Husaren-Regiments an der Cholera. Seine Tante Julie Amalie Elisabeth († 25. März 1789) war morganatisch mit König Friedrich Wilhelm II. verheiratet und wurde von diesem zur Gräfin von Ingenheim ernannt.

### Militärkarriere
Nach dem frühen Tod seines Vaters wurde Voß zunächst bei seinem Onkel, dem Minister Otto von Voß erzogen, dann beim Konsistorialrat und Hofprediger Johann David Arendt (1741–1815) in Küstrin. 1799 erhielt sein Onkel von König Friedrich Wilhelm III. das Versprechen den Jungen in das Regiment Garde aufzunehmen.
Voß wurde am 16. Februar 1802 als Gefreitenkorporal im Regiment der Garde angestellt und am 18. Oktober 1792 vereidigt. Als Fähnrich nahm er während des Vierten Koalitionskriegs an der Schlacht bei Auerstedt teil, geriet mit der Kapitulation von Prenzlau in Gefangenschaft und wurde inaktiv gestellt.
Nach seiner Freilassung lebte Voß in Havelberg. Mit Beginn des Fünften Koalitionskriege versuchte er 1809 in österreichische Dienste zu treten, fand jedoch keine Zustimmung durch König Friedrich Wilhelm III. Im Januar 1810 wurde Voß als Sekondeleutnant dem Regiment der Garde aggregiert und am 13. Mai 1811 mit Patent vom 19. August 1806 einrangiert. Am 24. März 1812 wurde er erneut aggregiert und zur Dienstleistung bei General von Kleist kommandiert. Am 11. April 1812 folgte seine Ernennung zu dessen Adjutanten. In dieser Stellung nahm Voß 1812 am preußischen Feldzug teil und kämpfte vor Riga sowie bei Eckau, Wollgund und Gräfenthal. Nach dem Feldzug avancierte er am 15. Juni 1813 zum Premierleutnant.
Während der Befreiungskriege kämpfte Voß bei der Belagerungen von Wittenberg und Montmédy sowie den Gefechten bei Halle und Waldau. Ferner befand er sich in den Schlachten bei Großgörschen, Bautzen, Dresden, Kulm, Leipzig, Laon und Paris. Für Bautzen zeichnete man ihn mit dem Eisernen Kreuz II. Klasse aus und für Paris erhielt Voß das Kreuz I. Klasse. In der Zeit wurde er am 9. Mai 1814 zum Stabskapitän befördert.
Am 8. April 1815 wurde Voß in die Adjutantur versetzt, blieb aber dem 1. Garde-Regiment zu Fuß aggregiert. Mit Patent vom 17. Februar 1815 folgte am 9. Juni 1815 seine Beförderung zum Kapitän sowie am 30. März 1817 mit Patent vom 3. April 1817 zum Major. Am 10. Januar 1820 wurde er als Bataillonskommandeur in das 13. Infanterie-Regiment versetzt und am 5. Juni 1821 zum Kommandeur des III. Bataillon im 31. Landwehr-Regiment in Naumburg ernannt. Daran schloss sich vom 15. Mai 1828 bis zum 21. Juli 1829 eine Verwendung als Kommandeur des Füsilier-Bataillons im 20. Infanterie-Regiment an. In gleicher Stellung war Voß anschließend im Kaiser Alexander Grenadier-Regiment tätig. Am 30. März 1832 beauftragte man ihn mit der Führung des 38. Infanterie-Regiments. Kurz darauf mit der Führung des 20. Landwehr-Infanterie-Regiment beauftragt, wurde Voß am 24. September 1832 zum Kommandeur dieses Regimens ernannt. Am 14. Januar 1833 wurde Voß Kommandeur des Kaiser Alexander Grenadier-Regiments und am 30. März 1833 mit Patent vom 8. April 1833 zum Oberstleutnant befördert. In dieser Stellung erhielt Voß am 26. September 1834 den Orden der Heiligen Anna II. Klasse in Diamant und stieg am 30. März 1835 zum Oberst auf. Außerdem berief man Voß am 26. November 1836 als Mitglied der Kommission zur Revision der Militärgesetze. Am 8. Juni 1838 erhielt Voß den Orden des Heiligen Wladimir III. Klasse. Am 7. September 1840 wurde er nach Magdeburg versetzt und Kommandeur der 7. Landwehr-Brigade sowie 19. September 1840 mit Patent vom 16. September 1840 zum Generalmajor befördert. Vom 24. Februar 1846 bis zum 4. März 1848 fungierte Voß als Kommandeur der 5. Infanterie-Brigade in Frankfurt/Oder und anschließend als Kommandeur der 8. Division und Kommandant der Festung Erfurt. In dieser Stellung avancierte er am 10. Mai 1848 zum Generalleutnant. Anlässlich seines 50-jährigen Dienstjubiläums verlieh ihm König Friedrich Wilhelm IV. am 10. Oktober 1852 den Roten Adlerorden I. Klasse mit Eichenlaub. Im Juli 1853 war Voß im Auftrag des Deutschen Bundes mit der Besichtigung der Truppenkontingente von Sachsen-Weimar-Eisenach, der Anhaltinischen Staaten, Hessen-Homburg, Schaumburg-Lippe und Waldeck beauftragt. Unter Verleihung des Charakters als General der Infanterie nahm Voß am 28. März 1854 mit der gesetzlichen Pension seinen Abschied.
Nach seiner Verabschiedung wurde er am 3. Februar 1864 als dritter Graf von Voß-Buch in den preußischen Grafenstand erhoben sowie am 6. April 1865 mit seiner bisherigen Pension zur Disposition gestellt. Noch am 24. Juni 1871 verlieh ihm König Wilhelm I. die Uniform des 1. Garde-Regiments zu Fuß.
Voß war Herr auf Buch, Karow, Birkholz, Wartenberg, Stavenow, Neblin sowie Ritter des Johanniterordens. Nach seinem Tod wurde er am 4. Juli 1871 in Buch beigesetzt.

### Familie
Voß heiratete am 28. Januar 1822 in Madlitz Julie Karoline Albertine Gräfin Finck von Finckenstein (* 7. April 1793; † 9. Januar 1877). Sie war eine Tochter der Albertine von Schönburg-Glauchau und des preußischen Regierungspräsidenten Friedrich Ludwig Karl Finck von Finckenstein. Die Ehe blieb kinderlos. Erbe wurde sein Neffe Gustav Leopold Hermann Otto Siegfried von Voß (* 11. April 1822; † 23. Dezember 1892). Gustav von Voß erbte auch den Grafentitel, war zuletzt Oberstleutnant, Rechtsritter des Johanniterordens und mit Amalie Gräfin Finck von Finckenstein-Alt-Madlitz.